# Presses universitaires Saint-Louis Bruxelles
 (mai 2023).
La mise en forme du texte ne suit pas les recommandations de Wikipédia : il faut le « wikifier ».
Les points d'amélioration suivants sont les cas les plus fréquents. Le détail des points à revoir est peut-être précisé sur la page de discussion.
- Les titres sont pré-formatés par le logiciel. Ils ne sont ni en capitales, ni en gras.
- Le texte ne doit pas être écrit en capitales (les noms de famille non plus), ni en gras, ni en italique, ni en « petit »…
- Le gras n'est utilisé que pour surligner le titre de l'article dans l'introduction, une seule fois.
- L'italique est rarement utilisé : mots en langue étrangère, titres d'œuvres, noms de bateaux, etc.
- Les citations ne sont pas en italique mais en corps de texte normal. Elles sont entourées par des guillemets français : « et ».
- Les listes à puces sont à éviter, des paragraphes rédigés étant largement préférés. Les tableaux sont à réserver à la présentation de données structurées (résultats, etc.).
- Les appels de note de bas de page (petits chiffres en exposant, introduits par l'outil «  Source ») sont à placer entre la fin de phrase et le point final[comme ça].
- Les liens internes (vers d'autres articles de Wikipédia) sont à choisir avec parcimonie. Créez des liens vers des articles approfondissant le sujet. Les termes génériques sans rapport avec le sujet sont à éviter, ainsi que les répétitions de liens vers un même terme.
- Les liens externes sont à placer uniquement dans une section « Liens externes », à la fin de l'article. Ces liens sont à choisir avec parcimonie suivant les règles définies. Si un lien sert de source à l'article, son insertion dans le texte est à faire par les notes de bas de page.
- La présentation des références doit suivre les conventions bibliographiques. Il est recommandé d'utiliser les modèles {{Ouvrage}}, {{Chapitre}}, {{Article}}, {{Lien web}} et/ou {{Bibliographie}}. Le mode d'édition visuel peut mettre en forme automatiquement les références.
- Insérer une infobox (cadre d'informations à droite) n'est pas obligatoire pour parachever la mise en page.

Pour une aide détaillée, merci de consulter Aide:Wikification.
Si vous pensez que ces points ont été résolus, vous pouvez retirer ce bandeau et améliorer la mise en forme d'un autre article.
Les Presses universitaires Saint-Louis Bruxelles (PUSL) sont une maison d'édition universitaire appartenant à l'UCLouvain Saint-Louis Bruxelles créées le 18 décembre 1973.
À leur création en 1973, les presses se dénommaient Publications des Facultés universitaires Saint-Louis, nom porté jusqu'en 2014 lorsque l'institution prit le nom d'université Saint-Louis - Bruxelles. Entre 2014 et 2023, les presses étaient dénommées Presses de l'Université Saint-Louis. Lorsque l'université a fusionné avec l'université catholique de Louvain pour fonder l'UCLouvain, les presses ont adopté leur nom actuel.
Les Presses sont l'un des 3 membres universitaires de l'Association des éditeurs belges, avec les Presses universitaires de Namur (PUN) et les Presses universitaires de Louvain (PUL).
Les Presses publient trois collections : la « Collection générale » dès leur fondation, ainsi que les collections « Travaux et recherches » et « Précis », créées respectivement en 1984 et 1994.

## Activités
Elles sont associées avec la librairie en ligne de documents scientifiques i6doc ainsi que la plateforme de diffusion OpenEdition Books.
Dans le processus de fusion pour fonder l'UCLouvain, il est dès 2017 envisagé de fusionner les organes de direction des PUSL avec les Presses universitaires de Louvain. En septembre 2023, un « régime transitoire » de 3 ans, renouvelables, a été annoncé.
Depuis novembre 2023, l'éditrice des PUSL, Fanny Caspi, anime une série d'épisodes intitulés « Sous Presse » du podcast « Paroles de Chercheur·euse·s » au sein desquels elle reçoit l'auteur·e d'un ouvrage récemment publié par les presses.